# Segomo
Nella mitologia celtica Segomo ("vittorioso") è un dio della guerra venerato in Gallia e forse in Britannia e Irlanda. Ai tempi dell'Impero romano fu equiparato a Marte ed Ercole. Potrebbe essere identificato con Cocidio, divinità simile adorata in Britannia. Viene comunemente associato con l'aquila o il falco. 
Sono state trovate attestazioni di un suo culto come Marte Segomo presso il popolo dei Sequani a Lione, e in Borgogna con il suo nome iscritto sulla statuina di bronzo di un cavallo rinvenuta nel santuario gallo-romano posto in località Les Bolards, nel comune di Nuits-Saint-Georges (già territorio degli Edui). Forse è da identificare anche con Hercules Saegon, un dio attestato nella Britannia romana presso l'attuale Silchester, nel territorio degli Atrebati. L'identificazione di Segomo con due divinità diverse potrebbe indicare che il nome fosse in realtà un epiteto piuttosto che il vero nome del dio.